# Sirka
Sirka è una suddivisione dell'India, classificata come census town, di 20.170 abitanti, situata nel distretto di Hazaribag, nello stato federato del Jharkhand. In base al numero di abitanti la città rientra nella classe III (da 20.000 a 49.999 persone).

## Geografia fisica
La città è situata a 23° 44' 27 N e 85° 35' 15 E.

## Società

### Evoluzione demografica
Al censimento del 2001 la popolazione di Sirka assommava a 20.170 persone, delle quali 10.754 maschi e 9.416 femmine. I bambini di età inferiore o uguale ai sei anni assommavano a 2.887, dei quali 1.499 maschi e 1.388 femmine. Infine, coloro che erano in grado di saper almeno leggere e scrivere erano 11.441, dei quali 7.101 maschi e 4.340 femmine.